# Almog
Almog (en hébreu : אַלְמוֹג) est une colonie israélienne, illégale au regard du droit international, située en Cisjordanie, territoire palestinien occupé par Israël,.

## Histoire
Un kibboutz y est créé en 1977, proche de la vallée du Jourdain.
En 2008, 23 familles y résident.
L'économie du Kibboutz se constitue de maisons d'hôtes et de spa.
Il relève du conseil régional de Mégilot